# Giro de Emilia
El Giro de Emilia (oficialmente: Giro dell'Emilia) es una carrera ciclista de ruta de un día disputada en Italia, en los alrededores de la ciudad metropolitana de Bolonia en la región de Emilia-Romaña.
Su primera edición tuvo lugar en 1909. Desde la creación de los Circuitos Continentales UCI en 2005 formó parte del UCI Europe Tour, dentro de la categoría 1.HC (máxima categoría de estos circuitos), anteriormente fue de categoría 1.1. En 2020 fue incluida en la recién creada UCI ProSeries bajo la categoría 1.Pro.
En 2014 se creó una edición para ciclistas femeninas, con el nombre oficial de Giro dell Emilia Internazionale Donne Elite, dentro de la categoría 1.2 (última categoría del profesionalismo).
El recorrido de esta clásica de fin de año se compone de las ascensiones a Monzuno y a Loiano, y se termina por un circuito en la ciudad de Bolonia con una ascensión al Santuario de Nuestra Señora de San Luca en cuya cima se encuentra la línea de meta con un recorrido de 200 km aproximadamente. La edición femenina solo incluye la última subida y tiene la mitad de recorrido que su homónima masculina.

## Palmarés
| Año                                                                         | Ganador                  | Segundo              | Tercero             |
| --------------------------------------------------------------------------- | ------------------------ | -------------------- | ------------------- |
| 1909                                                                        | Eberardo Pavesi          | Giuseppe Brambilla   | Luigi Ganna         |
| 1910                                                                        | Luigi Ganna              | Pierino Albini       | Alfredo Sivocci     |
| 1911                                                                        | Clemente Canepari        | Vincenzo Borgarello  | Carlo Durando       |
| 1912                                                                        | Ugo Agostoni             | Giuseppe Santhià     | Costante Girardengo |
| 1913                                                                        | Alfonso Calzolari        | Ezio Corlaita        | Carlo Durando       |
| 1914                                                                        | Ezio Corlaita            | Costante Girardengo  | Carlo Durando       |
| 1915-1916 ediciones no realizadas debido a la Primera Guerra Mundial        |                          |                      |                     |
| 1917                                                                        | Angelo Gremo             | Luigi Lucotti        | Costante Girardengo |
| 1918                                                                        | Costante Girardengo      | Leopoldo Torricelli  | Alfonso Calzolari   |
| 1919                                                                        | Costante Girardengo      | Ezio Corlaita        | Lauro Bordin        |
| 1920                                                                        | Giovanni Brunero         | Costante Girardengo  | Emilio Petiva       |
| 1921                                                                        | Costante Girardengo      | Giovanni Brunero     | Bartolomeo Aymo     |
| 1922                                                                        | Costante Girardengo      | Alfredo Sivocci      | Ugo Agostoni        |
| 1923                                                                        | Michele Gordini          | Giuseppe Enrici      | Pasquale Di Pietro  |
| 1924                                                                        | Pietro Linari            | Gaetano Belloni      | Costante Girardengo |
| 1925                                                                        | Costante Girardengo      | Alfredo Binda        | Giovanni Brunero    |
| 1926 edición no realizada                                                   |                          |                      |                     |
| 1927                                                                        | Domenico Piemontesi      | Alfredo Binda        | Allegro Grandi      |
| 1928                                                                        | Alfonso Piccin           | Pietro Fossati       | Michele Mara        |
| 1929                                                                        | Allegro Grandi           | Adolfo Bordoni       | Felice Gremo        |
| 1930                                                                        | Mario Bonetti            | Camillo Erba         | Attilio Pavesi      |
| 1931                                                                        | Glauco Servadei          | Giovanni Tulipati    | Renato Scorticati   |
| 1932-1933 ediciones no realizadas                                           |                          |                      |                     |
| 1934                                                                        | Marco Cimatti            | Romeo Rossi          | Mario Simoni        |
| 1935                                                                        | Aldo Bini                | Eugenio Gestri       | Ruggero Balli       |
| 1936                                                                        | Giuseppe Olmo            | Olimpio Bizzi        | Pietro Rimoldi      |
| 1937                                                                        | Cesare del Cancia        | Adriano Vignoli      | Giovanni Gotti      |
| 1938                                                                        | Corrado Ardizzoni        | Bianco Bianchi       | Renzo Silvestri     |
| 1939                                                                        | Serafino Biagioni        | Doro Morigi          | Giovanni Brotto     |
| 1940                                                                        | Osvaldo Bailo            | Mario Ricci          | Pietro Rimoldi      |
| 1941                                                                        | Fausto Coppi             | Enrico Mollo         | Gino Bartali        |
| 1942                                                                        | Adolfo Leoni             | Aldo Bini            | Cino Cinelli        |
| 1943                                                                        | Nedo Logli               | Primo Zuccotti       | Elio Bertocchi      |
| 1944-1945 ediciones no realizadas debido debido a la Segunda Guerra Mundial |                          |                      |                     |
| 1946                                                                        | Adolfo Leoni             | Sergio Maggini       | Serse Coppi         |
| 1947                                                                        | Fausto Coppi             | Gino Bartali         | Alfredo Martini     |
| 1948                                                                        | Fausto Coppi             | Vittorio Rossello    | Settimio Simonini   |
| 1949                                                                        | Virgilio Salimbeni       | Sergio Pagliazzi     | Silvio Pedroni      |
| 1950                                                                        | Luciano Maggini          | Enzo Nannini         | Danilo Barozzi      |
| 1951                                                                        | Luciano Maggini          | Giorgio Albani       | Sergio Pagliazzi    |
| 1952                                                                        | Gino Bartali             | Giuseppe Minardi     | Fausto Coppi        |
| 1953                                                                        | Gino Bartali             | Giancarlo Astrua     | Lido Sartini        |
| 1954                                                                        | Nino Defilippis          | Rino Benedetti       | Michele Gismondi    |
| 1955                                                                        | Nino Defilippis          | Bruno Monti          | Eugenio Bertoglio   |
| 1956                                                                        | Bruno Monti              | Adolfo Grosso        | Rino Benedetti      |
| 1957                                                                        | Bruno Monti              | Giuseppe Fallarini   | Angelo Conterno     |
| 1958                                                                        | Diego Ronchini           | Noè Conti            | Vito Favero         |
| 1959                                                                        | Ercole Baldini           | Alessandro Fantini   | Walter Martin       |
| 1960                                                                        | Pierino Baffi            | Diego Ronchini       | Carlo Brugnami      |
| 1961                                                                        | Diego Ronchini           | Giorgio Zancanaro    | Franco Balmamion    |
| 1962                                                                        | Bruno Mealli             | Walter Martin        | Antonio Suárez      |
| 1963                                                                        | Italo Zilioli            | Silvano Ciampi       | Giovanni Bettinelli |
| 1964 edición no realizada                                                   |                          |                      |                     |
| 1965                                                                        | Michele Dancelli         | Adriano Durante      | Franco Bitossi      |
| 1966                                                                        | Carmine Preziosi         | Italo Mazzacurati    | Luigi Zuccotti      |
| 1967                                                                        | Michele Dancelli         | Guido De Rosso       | Franco Bitossi      |
| 1968                                                                        | Gianni Motta             | Giancarlo Polidori   | Claudio Michelotto  |
| 1969                                                                        | Gianni Motta             | Franco Bitossi       | Felice Gimondi      |
| 1970                                                                        | Franco Bitossi           | Italo Zilioli        | Michele Dancelli    |
| 1971                                                                        | Gianni Motta             | Ole Ritter           | Giancarlo Polidori  |
| 1972                                                                        | Eddy Merckx              | Santiago Lazcano     | Felice Gimondi      |
| 1973                                                                        | Franco Bitossi           | Marcello Bergamo     | Miguel María Lasa   |
| 1974                                                                        | Francesco Moser          | Roger de Vlaeminck   | Tino Conti          |
| 1975                                                                        | Enrico Paolini           | Felice Gimondi       | Alfredo Chinetti    |
| 1976                                                                        | Roger de Vlaeminck       | Italo Zilioli        | Glauco Santoni      |
| 1977                                                                        | Mario Beccia             | Bernt Johansson      | Phil Edwards        |
| 1978                                                                        | Bernt Johansson          | Wladimiro Panizza    | Alfio Vandi         |
| 1979                                                                        | Francesco Moser          | Pierino Gavazzi      | Silvano Contini     |
| 1980                                                                        | Gianbattista Baronchelli | Wladimiro Panizza    | Jørgen Marcussen    |
| 1981                                                                        | Pierino Gavazzi          | Francesco Moser      | Silvano Contini     |
| 1982                                                                        | Pierino Gavazzi          | Silvano Contini      | Emanuele Bombini    |
| 1983                                                                        | Cesare Cipollini         | Daniele Caroli       | Dag Erik Pedersen   |
| 1984                                                                        | Ezio Moroni              | Michael Wilson       | Roberto Ceruti      |
| 1985                                                                        | Acácio da Silva          | Claudio Corti        | Marino Lejarreta    |
| 1986                                                                        | Hubert Seiz              | Dag Erik Pedersen    | Pierino Gavazzi     |
| 1987                                                                        | Jean-François Bernard    | Moreno Argentin      | Jiří Škoda          |
| 1988                                                                        | Tony Rominger            | Maurizio Fondriest   | Rolf Sørensen       |
| 1989                                                                        | Dmitri Konyschew         | Maurizio Fondriest   | Mauro Gianetti      |
| 1990                                                                        | Davide Cassani           | Gilles Delion        | Yvon Madiot         |
| 1991                                                                        | Davide Cassani           | Ivan Gotti           | Charly Mottet       |
| 1992                                                                        | Gianni Bugno             | Davide Cassani       | Stephen Hodge       |
| 1993                                                                        | Maurizio Fondriest       | Pascal Richard       | Claudio Chiappucci  |
| 1994                                                                        | Francesco Casagrande     | Maurizio Fondriest   | Davide Cassani      |
| 1995                                                                        | Davide Cassani           | Massimo Donati       | Alessio Di Basco    |
| 1996                                                                        | Michele Bartoli          | Luc Leblanc          | Bjarne Riis         |
| 1997                                                                        | Alexandr Gonchenkov      | Sergio Barbero       | Felice Puttini      |
| 1998                                                                        | Mirko Celestino          | Massimo Donati       | Michele Bartoli     |
| 1999                                                                        | Michael Boogerd          | Massimo Donati       | Marcello Siboni     |
| 2000                                                                        | Gilberto Simoni          | Massimo Codol        | Mirko Celestino     |
| 2001                                                                        | Jan Ullrich              | Francesco Casagrande | Davide Rebellin     |
| 2002                                                                        | Michele Bartoli          | Ivan Basso           | Michael Rasmussen   |
| 2003                                                                        | Iván Gutiérrez           | Aleksandr Kolobnev   | Davide Rebellin     |
| 2004                                                                        | Ivan Basso               | Francesco Casagrande | Rinaldo Nocentini   |
| 2005                                                                        | Gilberto Simoni          | Fränk Schleck        | Mirko Celestino     |
| 2006                                                                        | Davide Rebellin          | Danilo Di Luca       | Giuseppe Di Grande  |
| 2007                                                                        | Fränk Schleck            | Davide Rebellin      | Chris Horner        |
| 2008                                                                        | Danilo Di Luca           | Davide Rebellin      | Aleksandr Kolobnev  |
| 2009                                                                        | Robert Gesink            | Jakob Fuglsang       | Thomas Lövkvist     |
| 2010                                                                        | Robert Gesink            | Daniel Martin        | Michele Scarponi    |
| 2011                                                                        | Carlos Betancur          | Bauke Mollema        | Rigoberto Urán      |
| 2012                                                                        | Nairo Quintana           | Fredrik Kessiakoff   | Franco Pellizotti   |
| 2013                                                                        | Diego Ulissi             | Chris Anker Sørensen | Davide Villella     |
| 2014                                                                        | Davide Rebellin          | Ángel Madrazo        | Franco Pellizotti   |
| 2015                                                                        | Jan Bakelants            | Andrea Fedi          | Ángel Madrazo       |
| 2016                                                                        | Esteban Chaves           | Romain Bardet        | Rigoberto Urán      |
| 2017                                                                        | Giovanni Visconti        | Vincenzo Nibali      | Rigoberto Urán      |
| 2018                                                                        | Alessandro De Marchi     | Rigoberto Urán       | Dylan Teuns         |
| 2019                                                                        | Primož Roglič            | Michael Woods        | Sergio Higuita      |
| 2020                                                                        | Aleksandr Vlásov         | João Almeida         | Diego Ulissi        |
| 2021                                                                        | Primož Roglič            | João Almeida         | Michael Woods       |
| 2022                                                                        | Enric Mas                | Tadej Pogačar        | Domenico Pozzovivo  |
| 2023                                                                        | Primož Roglič            | Tadej Pogačar        | Simon Yates         |
| 2024                                                                        | Tadej Pogačar            | Thomas Pidcock       | Davide Piganzoli    |

Nota: La edición de 1948 no figura en algunos palmarés como el de museodeciclismo.it. Al excluir esta edición, el conteo de ediciones realizadas coincide con el conteo oficial.

## Palmarés por países
| País            | Victorias | Último vencedor               |
| --------------- | --------- | ----------------------------- |
| Italia          | 82        | Alessandro De Marchi en 2018  |
| Eslovenia       | 4         | Tadej Pogačar en 2024         |
| Países Bajos    | 3         | Robert Gesink en 2010         |
| Bélgica         | 3         | Jan Bakelants en 2015         |
| Colombia        | 3         | Esteban Chaves en 2016        |
| Suiza           | 2         | Tony Rominger en 1988         |
| España          | 2         | Enric Mas en 2022             |
| Suecia          | 1         | Bernt Johansson en 1978       |
| Portugal        | 1         | Acácio da Silva en 1985       |
| Francia         | 1         | Jean-François Bernard en 1987 |
| Unión Soviética | 1         | Dmitri Konyshev en 1989       |
| Alemania        | 1         | Jan Ullrich en 2001           |
| Luxemburgo      | 1         | Fränk Schleck en 2007         |
| Rusia           | 1         | Aleksandr Vlasov en 2020      |

## Estadísticas

### Más victorias
| Ciclista            | Victorias | Años                          |
| ------------------- | --------- | ----------------------------- |
| Costante Girardengo | 5         | 1918, 1919, 1921, 1922 y 1925 |
| Fausto Coppi        | 3         | 1941, 1947 y 1948             |
| Gianni Motta        | 3         | 1990, 1991 y 1995             |
| Davide Cassani      | 3         | 1968, 1969 y 1971             |
| Primož Roglič       | 3         | 2019, 2021 y 2023             |
| Adolfo Leoni        | 2         | 1942 y 1946                   |
| Luciano Maggini     | 2         | 1950 y 1951                   |
| Gino Bartali        | 2         | 1952 y 1953                   |
| Nino Defilippis     | 2         | 1954 y 1955                   |
| Bruno Monti         | 2         | 1956 y 1957                   |
| Diego Ronchini      | 2         | 1958 y 1961                   |
| Michele Dancelli    | 2         | 1965 y 1967                   |
| Franco Bitossi      | 2         | 1970 y 1973                   |
| Francesco Moser     | 2         | 1974 y 1979                   |
| Pierino Gavazzi     | 2         | 1981 y 1982                   |
| Michele Bartoli     | 2         | 1996 y 2002                   |
| Gilberto Simoni     | 2         | 2000 y 2005                   |
| Robert Gesink       | 2         | 2009 y 2010                   |
| Davide Rebellin     | 2         | 2006 y 2014                   |

- En negrilla corredores activos.

### Victorias consecutivas
- Dos victorias seguidas:
  -  Costante Girardengo (1918, 1919  y 1921, 1922)
  -  Fausto Coppi (1947, 1948)
  -  Luciano Maggini (1950, 1951)
  -  Gino Bartali (1952, 1953)
  -  Nino Defilippis (1954, 1955)
  -  Bruno Monti (1956, 1957)
  -  Gianni Motta (1968, 1969)
  -  Pierino Gavazzi (1981, 1982)
  -  Davide Cassani (1990, 1991)
  -  Robert Gesink (2009, 2010)

- En negrilla corredores activos.